# Hardwell & Friends Vol. 1
Hardwell & Friends è il primo EP del DJ olandese Hardwell, pubblicato il 24 luglio 2017 dalla Revealed Recordings.

## Tracce
1. We Are Legends (with Kaaze & Jonathan Mendelsohn) – 4:20
2. We Are One (with Alexander Tidebrink) – 4:20
3. Police (You Ain't Ready) (with Kura X Anthony B) – 3:42
4. All That We Are Living For (with Atmozfears & M.Bronx) – 4:22
5. Smash This Beat (with Maddix) – 3:56